# Diplomlandwirt
Diplomlandwirt (im Bereich Gartenbauwissenschaften: Diplomgärtner) war in Deutschland der von Studierenden der Landwirtschafts- bzw. Gartenbauwissenschaften nach einem bis 1961 sechssemestrigen Studium erreichbare Hochschulabschluss. Dem Studium war eine zweijährige Landwirtschafts- oder Gärtnerlehre vorgeschaltet, da ohne den Nachweis einer Gehilfenprüfung keine Zulassung zum Studium erteilt wurde.
Durch Änderung der Studienordnungen (Beispiel: Niedersachsen für den Bereich Gartenbau am 4. November 1961, Nieders. Min.Bl 1961, 45/1961) wurde die Pflicht zu Vorlage des Gehilfenzeugnisses aufgehoben, die nachzuweisende Praktikumsdauer auf 1 ½ Jahre (später ½ Jahr) verkürzt sowie die Studiendauer auf 8 Semester erhöht. 
Die akademischen Grade Diplomlandwirt und Diplomgärtner hatten bis in die 1970er Jahre Bestand. Durch Änderungen der Diplomprüfungsordnungen (TU Hannover vom 1. Oktober 1970) wurde ab 1970 der akademische Grad Diplom-Agraringenieur (Dipl.-Ing. agr.) verliehen. Auf Wunsch bestand die Möglichkeit der Umgraduierung der alten akademischen Grade in Dipl.-Ing. agr.
Seit 2005 sind im Rahmen des Bologna-Prozesses die Diplom-Studiengänge ausgelaufen und in den agrarwissenschaftlichen Fakultäten in Deutschland und Österreich ein zweistufiges System mit Studienabschlüssen als Bakkalaureus/Bachelor und Magister/Master eingeführt worden.